# OSCAR (Schifffahrt)
Oscar (Optical System Cognition And Ranging; ursprünglich: Optical System-based Collision Avoidance for Racing) ist ein Treibgutortungssystem der Firma SEA.AI GmbH (vormals BSB Artificial Intelligence GmbH) in Linz, Oberösterreich. Das System versucht mittels mehrerer Kameras aus der Wasseroberfläche herausragende Objekte wie Container, Baumstämme oder Wale zu erkennen und gibt bei Kollisionsgefahr eine Warnung an den Schiffsführer aus. Die Lage des Objekts kann auch an einen Autopiloten weitergemeldet werden, der den Kurs des Schiffes entsprechend korrigieren kann, mit dem Ziel eine Kollision zu vermeiden.

## Funktion
Die Sensoreinheit zur Montage am Masttop enthält eine nach vorne gerichteten Farbkamera und links und rechts davon je eine Wärmebildkamera. Die RGB-Kamera ist in der Lage einen Sektor mit 110° Horizontalwinkel aufzunehmen, die beiden Thermokameras decken zusammen 50° ab. Die Bildauswertungseinheit versucht mithilfe von Deep Learning und Künstlicher Intelligenz Objekte im Sichtbereich zu identifizieren. Hierzu ist eine große Datenbank mit entsprechenden – gelernten – Mustern nötig.

### Leistung und Grenzen
Je größer der aus dem Wasser ragende Teil eines schwimmenden oder treibenden Objekts ist, in desto größerer Entfernung kann – gute Sicht vorausgesetzt – dieser Gegenstand erkannt werden.
| Objektlänge (m) | Entfernung (m) |
| --------------- | -------------- |
| 1               | 150            |
| 4               | 600            |
| 6,5             | 1000           |

Die Erkennungsentfernung verschlechtert, also verkleinert sich bei Nebel oder Regen.
Objekte unter Wasser können nicht erkannt werden.

## Öffentliche Wahrnehmung
Durch den Einsatz des Systems auf 18 Segelyachten bei der Vendée Globe 2020/21 – und besonders die Kollision des deutschen Teilnehmers Boris Herrmann mit einem Fischtrawler kurz vor Erreichen des Ziels – geriet OSCAR in den Focus der Berichterstattung: Auf Herrmanns Seaexplorer war es erstmals gelungen, das neuartige Vorausschau-System mit dem Autopiloten zu koppeln. Dennoch verhinderte dieses ebenso wenig eine Kollision wie der gleichzeitige Einsatz von AIS und Radar. Zuvor kollidierten die Boote des Franzosen Sébastien Simon und der Engländerin Samantha Davies bei der Regatta mit einem nicht identifizierten schwimmenden Objekt.